# 2016년 9월 죽음
다음은 2016년 9월에 사망한 저명한 인물 목록이다.
- 9월 1일 - 대한민국의 전 야구선수 유두열
- 9월 2일 - 우즈베키스탄의 제1대 대통령 이슬람 카리모프
- 9월 5일 - 미국의 보수주의 운동가 필리스 슐래플리
- 9월 8일 - 대한민국의 야구해설가 하일성
- 9월 11일 - 미국의 배우 알렉시스 아켓
- 9월 12일 - 대한민국의 기업인 함태호
- 9월 16일
  - 이탈리아의 제10대 대통령 카를로 아첼리오 참피
  - 미국의 극작가 에드워드 올비
- 9월 17일 - 미국의 배우 차미언 카
- 9월 18일 - 대한민국의 소설가 이호철
- 9월 20일 - 미국의 영화감독 커티스 핸슨
- 9월 25일
  - 대한민국의 농민운동가 백남기
  - 미국의 야구선수 호세 페르난데스
  - 미국의 골프선수 아널드 파머
- 9월 26일 - 대한민국의 축구감독 이광종
- 9월 28일 - 이스라엘의 제9대 대통령 시몬 페레스